# Linnaemya sororcula
Linnaemya sororcula är en tvåvingeart som beskrevs av Villeneuve 1941. Linnaemya sororcula ingår i släktet Linnaemya och familjen parasitflugor. Inga underarter finns listade i Catalogue of Life.